# Benthophiloides brauneri
Benthophiloides brauneri är en fiskart som beskrevs av Theodor Beling och Modest Mikhaĭlovich Iljin 1927. Benthophiloides brauneri ingår i släktet Benthophiloides och familjen smörbultsfiskar. IUCN kategoriserar arten globalt som otillräckligt studerad. Inga underarter finns listade.